# Milos Kerkez
Milos Kerkez (cirílico serbio: Милош Керкез; Vrbas, Serbia, 7 de noviembre de 2003) es un futbolista serbio, nacionalizado húngaro, que juega como defensa en el Liverpool F. C. de la Premier League.

## Trayectoria
Milos se incorporó con 11 años a las categorías inferiores del equipo austriaco Rapid Viena en 2014, donde jugó hasta 2019.
En junio de 2025, el Liverpool F. C. anunció su compra al AFC Bournemouth por 47 millones de euros. Firmó un contrato hasta 2030.

## Selección nacional
Fue convocado por la selección absoluta de Hungría para los partidos de la Liga de Naciones de la UEFA contra Inglaterra (local), Italia (visitante), Alemania (local) e Inglaterra (visitante) los días 4, 7, 11 y 14 de junio de 2022 respectivamente. Hizo su primera aparición con la selección nacional absoluta el 23 de septiembre de 2022 contra Alemania.

### Participaciones en Eurocopas
| Copa          | Sede     | Resultado    | Partidos | Goles |
| ------------- | -------- | ------------ | -------- | ----- |
| Eurocopa 2024 | Alemania | Primera fase | 3        | 0     |

## Estadísticas

### Clubes
Actualizado al último partido disputado el 25 de mayo de 2025.
| Club                       | Div.          | Temporada     | Liga  | Liga  | Liga   | Copas nacionales | Copas nacionales | Copas nacionales | Copas internacionales | Copas internacionales | Copas internacionales | Total | Total | Total  |
| Club                       | Div.          | Temporada     | Part. | Goles | Asist. | Part.            | Goles            | Asist.           | Part.                 | Goles                 | Asist.                | Part. | Goles | Asist. |
| -------------------------- | ------------- | ------------- | ----- | ----- | ------ | ---------------- | ---------------- | ---------------- | --------------------- | --------------------- | --------------------- | ----- | ----- | ------ |
| Győri ETO F. C. · Hungría  | 2.ª           | 2020-21       | 16    | 0     | 0      | 2                | 0                | 0                | —                     | —                     | —                     | 18    | 0     | 0      |
| Győri ETO F. C. · Hungría  | Total club    | Total club    | 16    | 0     | 0      | 2                | 0                | 0                | 0                     | 0                     | 0                     | 18    | 0     | 0      |
| Jong AZ · Países Bajos     | 2.ª           | 2021-22       | 9     | 0     | 1      | —                | —                | —                | —                     | —                     | —                     | 9     | 0     | 1      |
| Jong AZ · Países Bajos     | Total club    | Total club    | 9     | 0     | 1      | 0                | 0                | 0                | 0                     | 0                     | 0                     | 9     | 0     | 1      |
| AZ Alkmaar · Países Bajos  | 1.ª           | 2021-22       | 4     | 0     | 1      | 1                | 0                | 0                | —                     | —                     | —                     | 5     | 0     | 1      |
| AZ Alkmaar · Países Bajos  | 1.ª           | 2022-23       | 33    | 3     | 1      | 2                | 0                | 0                | 17                    | 2                     | 6                     | 52    | 5     | 7      |
| AZ Alkmaar · Países Bajos  | Total club    | Total club    | 37    | 3     | 2      | 3                | 0                | 0                | 17                    | 2                     | 6                     | 57    | 5     | 8      |
| AFC Bournemouth Inglaterra | 1.ª           | 2023-24       | 28    | 0     | 1      | 5                | 0                | 0                | —                     | —                     | —                     | 33    | 0     | 1      |
| AFC Bournemouth Inglaterra | 1.ª           | 2024-25       | 38    | 2     | 5      | 3                | 0                | 0                | —                     | —                     | —                     | 41    | 2     | 5      |
| AFC Bournemouth Inglaterra | Total club    | Total club    | 66    | 2     | 6      | 8                | 0                | 0                | 0                     | 0                     | 0                     | 74    | 2     | 6      |
| Liverpool F. C. Inglaterra | 1.ª           | 2025-26       | 0     | 0     | 0      | 0                | 0                | 0                | 0                     | 0                     | 0                     | 0     | 0     | 0      |
| Liverpool F. C. Inglaterra | Total club    | Total club    | 0     | 0     | 0      | 0                | 0                | 0                | 0                     | 0                     | 0                     | 0     | 0     | 0      |
| Total carrera              | Total carrera | Total carrera | 128   | 5     | 9      | 13               | 0                | 0                | 17                    | 2                     | 6                     | 158   | 7     | 15     |